# Patrick Fitzgerald
Patrick Maurizio Fitzgerald es un personaje ficticio de la serie de televisión australiana Neighbours interpretado actualmente por el infante Basquait Voevodin-Knack del 2013 hasta el 24 de septiembre de 2013.
Anteriormente Lucas fue interpretado por los infantes Lucas MacFarlane y Caspar Bolton Leunig del el 7 de diciembre de 2012 hasta el 2013.

## Biografía
Vanessa Villante pasa una noche con Lucas Fitzgerald y unos días después se va, sin embargo luego de unas semanas regresa a Erinsborough y le revela a Lucas que está esperando un bebé de él, al inicio Lucas no acepta su responsabilidad sin embargo poco después comienza a involucrarse más en la vida de Vanessa y del bebé.
Vanessa llega a su fecha de parto pero no pasa nada, cuatro semanas después comienza a entrar en labor y el doctor Rhys Lawson la lleva al hospital ya que Vanessa no puede encontrar a Lucas quien se encontraba en Rosebud intentando convencer a la madre de Vanessa, Francesca Villante de que le diera otra oportunidad a su hija luego de que le dijera que no quería saber nada de ella al descubrir que ella y Lucas habían planeado una boda falsa para que ella no se enterara de que no estaban juntos.
De regreso Lucas queda destrozado al ver que se había perdido el nacimiento de su hijo, cuando llega queda encantado al verlo, aunque al inicio tienen dificultades para ponerse de acuerdo sobre el nombre que le pondrán al bebé ya que Lucas no quería que nadie se burlara de él por su nombre finalmente deciden llamarlo Patrick, como el padre de Lucas. Vanessa queda encantada al ver a su madre en el hospital y cuando le pregunta cómo se había enterado Francesca le dice todo lo que hizo Lucas para que ella conociera a su nieto.
Durante un cheque de rutina la enfermera Georgia Brooks descubre que el latido del corazón de Patrick es irregular y que las puntas de sus dedos eran azules, por lo que decide llamar a Rhys para que lo cheque. Después de que Rhys le hiciera unas pruebas descubre que Patrick tiene una anomalía de Ebstein de  por lo que debía quedarse en el hospital y cuando le dice a Lucas y a Vanessa que Patrick necesitará cirugía para arreglar el agujero en su corazón ambos quedan destrozados. Poco después Vanessa decide terminar su compromiso y relación con Rhys para concentrarse en Patrick, cuando Vanessa descubre que Rhys había vendido su auto para donar dinero para Patrick le dice que no va a regresar con él ya que no lo amaba más, poco después cuando Sonya Mitchell le dice que Lucas no había dejado de amarla Vanessa lo confronta, cuando Lucas le dice que es verdad Vanessa sin embargo antes de que Vanessa le diga algo los niveles de oxígeno de Patrick bajar por lo que es llevado inmediatamente a cirugía la cual sale bien lo que deja tranquilos a Lucas y Vanessa, sin embargo Rhys les dice que Patrick necesitará más cirugías en el futuro.
Poco después Vanessa le dice a Lucas que si lo ama y comienzan una relación, más tarde cuando Vanessa comienza darse cuenta de que Lucas ponía pretextos para no cargar a Patrick decide confrontarlo y Lucas le revela que no lo cargaba ya que tenía miedo de amar a Patrick y de que él muriera, por lo que Vanessa le dice que eso no sucedería y que ya era demasiado tarde ya que Lucas amaba a su hijo.
Cuando los niveles de oxígeno de Patrick disminuyen es intervenido quirúrgicamente, después de una horas Patrick sale bien de la cirugía y finalmente Vanessa y Lucas pueden llevarlo a casa. 
Más tarde Stephanie Scully secuestra a Patrick luego de sufrir un brote psicótico, creyendo que era su hijo Adam, lo que deja destrozados a Lucas y Vanessa, sin embargo poco después Stephanie y Patrick son encontrados y Patrick regresa con sus padres.
En septiembre del 2013 sus padres finalmente se casan y a finales del mismo mes deciden irse de Erinsborough y mudarse a Daylesford.